# 荷马史诗

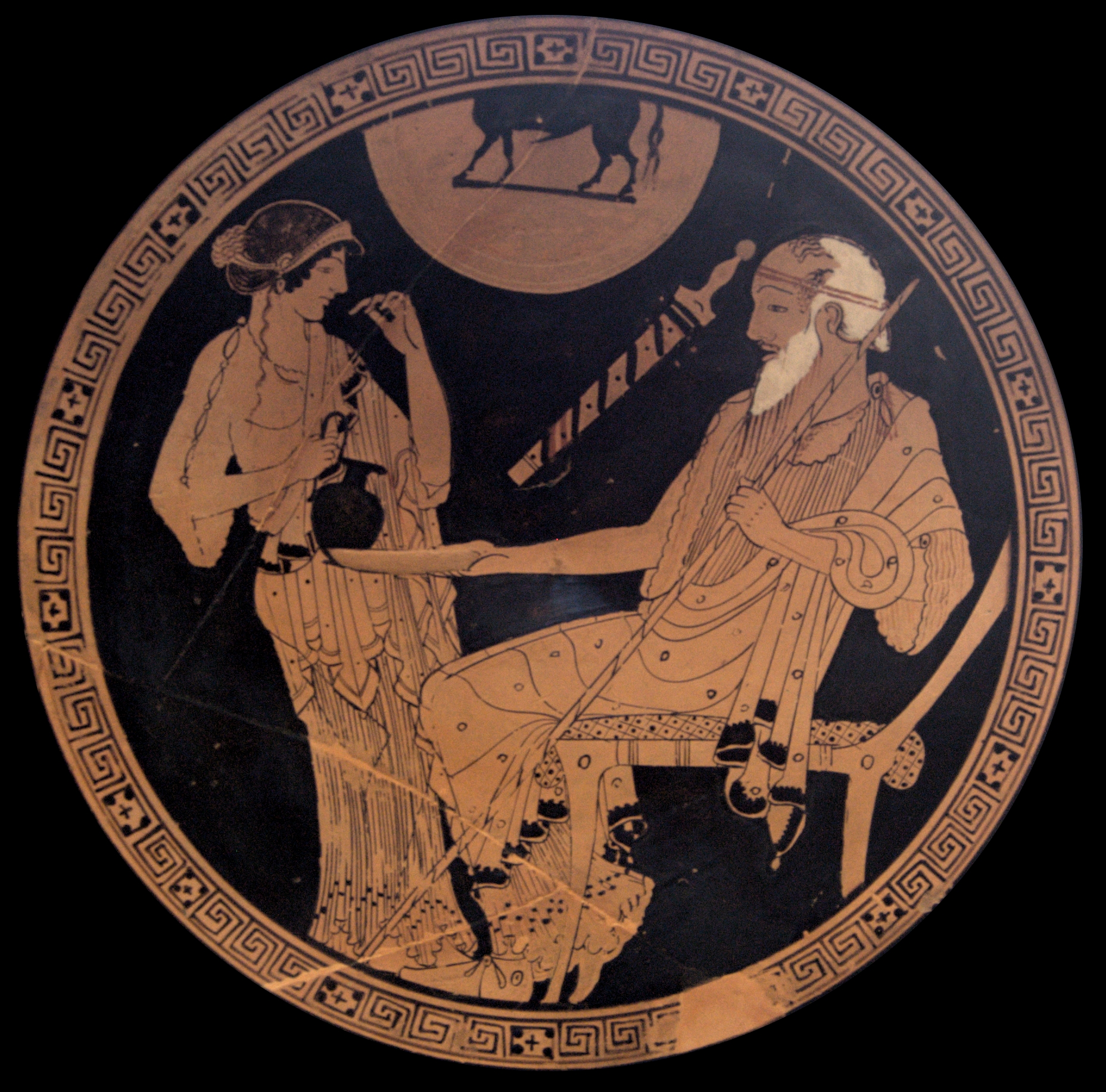
古希腊时根据荷马史诗所绘的图。图中为海倫和普里阿摩斯。

荷马史诗是古希臘文學中最早的一部史詩，也是最受歡迎、最具影響力的文学作品。它是歐洲敘事詩的經典範例，內容豐富多采，故事情節和人物形象為後世歐洲的諸多作家提供了豐富的素材。相传由古希腊盲诗人荷马创作的两部长篇史诗《伊利亚特》和《奥德赛》的统称。关于荷马所生的年代，出生地和是否确有其人都存在争议。比较普遍的看法认为他可能生於公元前9、8世纪之间的小亞細亞〔安那托利亞〕海邊的古希腊殖民地。
两部史诗都分成24卷，《伊利亚特》共有15693行，《奥德赛》共有12110行。这两部史诗最初可能只是基于古代传说的口头文学，靠着乐师的背诵流传。荷马如果确有其人，应该是将两部史诗整理定型的作者。不過事實上，荷马史诗是希臘民間幾百年來口頭相傳的神話傳話和英雄故事的精粹。關於荷馬其人的歷史存在是西方古典文獻學中最早提出、最爲有爭議的問題之一，學術界稱之爲荷馬問題。
荷马史诗深具現實主義與浪漫主義色彩，被认为是最伟大的古代史诗之一。荷马史诗不仅具有在西方文学艺术上的重要价值，它在历史、地理、考古学和民俗学方面也提供给后世很多值得研究的东西。

## 伊利亞德
《伊利亞德》述說希臘聯軍統帥阿伽門農和大將阿基里斯之間的衝突，以此為焦點，詳細敘述了在特洛伊戰爭中十年發生的故事。
阿伽門農搶走阿基里斯的女奴，於是阿基里斯當眾立誓不再參加作戰，希臘聯軍因此節節敗退，阿伽門農只好遣人請求阿基里斯參戰；阿基里斯表弟帕特羅克洛斯被赫克托爾所殺，阿基里斯為了替好友報仇，改變初衷重返戰場，他戰無不勝，親手殺死赫克托爾，因此特洛伊國王普里阿摩斯隻身與阿基里斯交涉，希望能用重金贖回赫克托爾的屍體。

## 奥德赛
《奥德赛》描寫伊塔卡島國王奥德修斯攻克特洛伊後返回家鄉，卻在途中漂泊了十年的故事。
自從奧德修斯獻出木馬奇計，使得希臘聯軍得以攻破特洛伊城，他卻因此刺瞎了海神之子独眼巨人波吕斐摩斯的眼睛，故得罪海神波賽冬，返鄉途中歷經劫難，其妻潘尼樂普（Penelope）一直耐心等待丈夫的歸來，但是備受求婚者的困擾，最後奧德修斯得到智慧女神雅典娜的幫助，返鄉擊殺眾多求婚者，夫妻得以團圓。

## 特色
兩部史詩都主要描述英雄的故事，但是風格上仍有所差異。伊利亚特描寫特洛伊戰爭中的兩軍的激烈廝殺，奥德赛描寫英雄作為普通人的感情。荷马史诗生動刻畫眾多英雄形象，阿伽門農傲慢無禮，阿基里斯恃才自傲，赫克托爾愛國護民，奧德修斯聰穎睿智，潘尼樂普貞潔不二⋯⋯等等。
雖然伊利亚特與奥德赛各有千秋，但是它們無論在內容還是風格上，都沒有互相孤立，而是互相襯託。伊利亚特的焦點是阿基里斯的故事經歷，但是它的結局直到奧德賽中才有交代。奥德赛的主角是奥德修斯，可是他的英雄形象在伊利亚特中已經有了鮮明的形象，並且暗中埋下了伏筆。此外，奥德赛中交代許多在伊利亚特中已經出現的重要人物的結局，因此奥德赛就是全部荷馬史詩的共同結局。
兩部史詩除了本身具有史料價值外，描繪從氏族部落時期到奴隸制萌芽之時古希臘社會的生活場景。在史詩的描述裡，眾神的干涉儘管產生了重大的作用，顯示了命運的威力，但是人的勇猛堅強、忠厚誠實，以及崇尚自由和光明的美好品德，也會影響自己的命運。

## 版本

### 原版
比较重要的版本有：
- Arthur Ludwich, Homeri Ilias, 1902; Homeri Odyssea, 1891
- M. L. West, Homeri Ilias, 2000; Homeri Odyssea, 2017

### 注解
古代注疏有：
- Arthur Ludwich, Aristarchs Homerische Textkritik nach den Fragmenten des Didymos, 1885

最重要的现代注疏是：
Basler Kommentar，自2000年起出版

### 漢譯
最早從古希臘語翻出的《奥德赛》全譯本是楊憲益完成的，題名《奧德修紀》。
最早從古希臘語翻出的《伊利亚特》全譯本由羅念生開始，還沒有完成就因癌病逝，王煥生接棒譯完《伊利亚特》和全部《奥德赛》。
陳中梅已完成第2個從古希臘語譯出的《伊利亚特》和《奥德赛》漢語全譯本。

### 引用
1. 1 2 3 4 5 6 7  王尚德. . . 2010: 188–191頁.